# Знамя (журнал)
«Зна́мя» — российский ежемесячный литературно-художественный и общественно-политический журнал. Издаётся с 1931 года. С 1934 по 1990 годы — орган Союза писателей СССР, с 1990 года — независимое издание, учреждённое коллективом редакции.

## История

### До 1986 года
Первоначально (с января 1931 года) журнал назывался «ЛОКАФ» — издание Литературного объединения Красной армии и флота. Название «Знамя» появилось в 1933 году. С 1934 по 1990 год был органом Союза писателей СССР.
В 1948 году за недостаточное разоблачение космополитизма и публикацию повести Э. Казакевича «Двое в степи» бо́льшая часть сотрудников редакции была отстранена от работы.
Сергей Чупринин, разделяя жизнь журнала на два периода (до 1986 года и после), говорил: «…в послевоенные годы мы превратились в ежемесячник официальной культуры. „Знамя“ тогда было самым официальным журналом из всех существовавших. В нём печаталось военное, КГБшное, писательское начальство. Журнал был респектабелен, солиден и, на мой взгляд, неимоверно скучен».
Тем не менее, среди авторов того периода были поэты Анна Ахматова, Александр Твардовский, Александр Межиров, Евгений Евтушенко, Юрий Левитанский, Николай Глазков; прозаики Константин Паустовский, Юрий Тынянов, Вячеслав Кондратьев, Эммануил Казакевич, Юрий Казаков, Юрий Трифонов. Именно в «Знамени» была напечатана повесть Ильи Эренбурга «Оттепель», давшая название целой эпохе. В «Знамени» в 1954 году был напечатан цикл Бориса Пастернака «Стихи из романа», хотя сам роман «Доктор Живаго» ещё не был напечатан ни в СССР, ни за рубежом.

### После 1986 года
Во время Перестройки «Знамя» стало одним из самых популярных литературных журналов. Сергей Чупринин: «…в журнал пришёл новый главный редактор Григорий Бакланов — писатель фронтового поколения, который сделал журнал таким, какой он сейчас. Тогда журнал стал, как тогда выражались, „флагманом перестройки“».
На страницах журнала появились произведения Фазиля Искандера, Андрея Битова, Евгения Рейна, Александра Кушнера, Татьяны Толстой, Виктора Пелевина, Тимура Кибирова, Анатолия Жигулина. Были «возвращены» читателю запрещённые или полузапрещённые Андрей Платонов, Михаил Булгаков, Евгений Замятин, Варлам Шаламов, Виктор Левашов. Продолжал публиковаться Юрий Черниченко.
При журнале по инициативе Григория Бакланова был создан Отдел книжных приложений — Библиотека журнала «Знамя» (ведущий редактор Владимир Кравченко), в которой выходили большими тиражами (300 000—900 000 экземпляров) однотомники прозы и поэзии, удовлетворявшие читательский спрос на актуальную и «возвращенную» литературу. Среди них книги «Золотой военной библиотеки» — В. Быкова, В. Некрасова, В. Богомолова, К. Воробьёва, И. Бабеля, Ю. Домбровского, А. Твардовского, К. Симонова, Е. Носова, А. Бека, О. Берггольц, Е. Ржевской, Д. Гранина, В. Сёмина, В. Курочкина, В. Гроссмана, В. Кондратьева, Э. Казакевича, Б. Слуцкого, В. Тендрякова, А. Азольского, О. Ермакова, Ф. Искандера, книги публицистики ведущих экономистов В. Селюнина, Ю. Черниченко, Г. Лисичкина, Н. Шмелёва, А. Стреляного, Я. Голованова и др.
В 1990 году журнал объявил себя независимым. С тех пор учредителем является коллектив редакции, издателем — ООО «Знамя». В 1990-е годы журнал получал грант фонда Сороса.

### В 2000-е годы
В 2000-е годы журнал «Знамя», подобно прочим литературным журналам, существовал на деньги подписчиков. Часть тиража журнала приобретало Министерство культуры с целью рассылки в российские библиотеки (около трёхсот экземпляров). Министерство печати давало журналу дотацию на приобретение бумаги и покрытие типографских расходов.
В 2003 году журнал открыл новую рубрику «Ни дня без книги», в которой Анна Кузнецова ежемесячно давала обзоры 30-31 новой книги (по количеству дней в текущем месяце). В 2009 году Анатолий Кудрявицкий в журнале «Окно» подверг эту рубрику критике за небрежность, погоню за количеством в ущерб качеству и рецензирование книг вслепую, не читая. Рубрика просуществовала до 2013 года, и с тех пор журнал публикует только индивидуальные рецензии на книги.
Среди авторов начала 2000-х годов критик Андрей Немзер выделял таких как Юрий Давыдов, Георгий Владимов, Юрий Буйда, Эмма Герштейн, Андрей Дмитриев, Ирина Полянская, Марина Вишневецкая, Владимир Маканин, Евгений Попов, Людмила Петрушевская, Михаил Кураев.

### После 2010 года
Журнал «Знамя» имеет либеральную направленность.
В январе 2010 года литературная премия журнала была присуждена Михаилу Ходорковскому, находившемуся в то время в заключении.
В 2011—2016 годах журнал публиковал стихи первого заместителя председателя Центрального банка, а затем — министра экономического развития Российской Федерации Алексея Улюкаева.
В 2021 году главный редактор журнала «Знамя» Сергей Чупринин, первый заместитель главного редактора Наталья Иванова, ответственный секретарь, заведующая отделом прозы Елена Холмогорова стали лауреатами премии Правительства Российской Федерации за сохранение лучших традиций литературно-художественных журналов и активную работу по поиску и популяризации молодых талантливых авторов.

## Главные редакторы
- 1934—1948 — Всеволод Вишневский
- 1949—1984 — Вадим Кожевников
- 1984—1986 — Юрий Воронов
- 1986—1993 — Григорий Бакланов
- с 1993 — Сергей Чупринин

## Редакция
С декабря 1993 года журнал «Знамя» возглавляет критик и публицист Сергей Чупринин. Помимо него, в состав редакции входят:
- Наталья Иванова — первый заместитель главного редактора.
- Елена Холмогорова — ответственный секретарь, заведующая отделом прозы.
- Ольга Балла — заведующая отделом библиографии.
- Ольга Ермолаева — заведующая отделом поэзии.
- Станислав Секретов — заведующий отделом «Общество и культура».

Ранее в разные годы в редакции «Знамени» работали: Александр Агеев, Анатолий Ананьев, Лев Аннинский, Юрий Апенченко, Евгения Кацева, Станислав Куняев, Михаил Ланда, Алексей Новиков-Прибой, Тихон Сёмушкин, Карен Степанян, Ольга Трунова, Елена Хомутова, Александр Шиндель и другие.

## Премия журнала
С 1993 года редакцией журнала присуждается ежегодная премия авторам за лучшие публикации. Премия вручается в нескольких номинациях. Также отдельные авторы награждаются орденами журнала «Знамя» за многолетнее плодотворное сотрудничество с изданием.

## Тираж
- 1958: 110 000
- 1975: 170 000
- 1986: 250 000
- 1990: 1 000 000
- 1991: 425 000
- 1993: 75 000
- 1994: 50 000
- 2006: 4600
- 2016: 2000[12]
- 2018—1300
- 2023—1000

## Награды
- Почётная грамота Московской Городской Думы (20 декабря 2000 года) — за заслуги перед городским сообществом и в связи с 70-летием со дня основания журнала[13]